# ТЕС Парнаїба
ТЕС Парнаїба — теплоелектроенергетичний комплекс на північному сході Бразилії у штаті Мараньян.
Для монетизації ресурсу із виявленого у штаті Мараньян газового родовища Gavião Branco обрали незвичну схему — замість спорудження протяжного трубопроводу (найближчий пункт інтегрованої газотранспортної системи прибережних штатів знаходився більш ніж за півтисячі кілометрів у штаті Сеара) проклали газопровід довжиною 70 км до майданчику, на якому спорудили ТЕС Парнаїба. Вироблена останньою продукція подається до електроенергетичної системи країни по спеціально спорудженій ЛЕП, яка працює під напругою 500 кВ.
До кінця 2010-х стали до ладу чотири черги ТЕС:
- Парнаїба І, яка складається з чотирьох встановлених на роботу у відкритому циклі газових турбін General Electric 7FA загальною потужністю 675 МВт;
- Парнаїба II, яка має один парогазовий блок комбінованого циклу потужністю 519 МВт, в якому дві газові турбіни General Electric 7FA живлять через відповідну кількість котлів-утилізаторів одну парову турбіну;
- Парнаїба III, яка складається із однієї встановленої на роботу у відкритому циклі газової турбіни General Electric 7FA потужністю 178 МВт;
- Парнаїба IV потужністю 56 МВт, котру обладнали чотирма генераторними установками на основі двигунів внутрішнього згоряння фінської компанії Wartsila — трьома W50SG одиничною потужністю по 18,7 МВт та однією W34SG з показником 9,4 МВт.

В подальшому планується завершити ще дві черги:
- Парнаїба V, яка складатиметься з однієї парової турбіни General Electric потужністю 385 МВт. Вона живитиметься від чотирьох котлів-утилізаторів, встановлених після газових турбін Парнаїба І, таким чином, буде створено один парогазовий блок;
- Парнаїба VI, яка складатиметься з однієї парової турбіни Siemens потужністю 92 МВт. Вона живитиметься від двох котлів-утилізаторів, встановлених після газових турбін Парнаїба III, таким чином, буде створено парогазовий блок.

Введення в експлуатацію Парнаїба V заплановане на 2022 рік.
Робота станції потребує 8,4 млн м3 газу на дому, в тому числі 4,6 млн м3 для Парнаїба І, 2,3 млн м3 для Парнаїба II, 1,2 млн м3 для Парнаїба III та 0,3 млн м3 для Парнаїба IV.
Також можливо відзначити, що Парнаїба І використовує ліцензії, надані проектам під назвами ТЕС Мараньян IV та ТЕС Мараньян V, Парнаїба II також відома як ТЕС Мараньян III, а Парнаїба ІІІ — як ТЕС MC2 Nova Venécia 2.